# Лукинка (Оренбургская область)
Лукинка — деревня в Бугурусланском районе Оренбургской области. Входит в состав Пилюгинского сельсовета.

## География
Деревня находится на правом берегу реки Малый Кинель, на расстоянии примерно 27 км (по прямой) к югу от города Бугуруслан, административного центра района.

### Часовой пояс
Деревня Лукинка, как и вся Оренбургская область, находится в часовой зоне МСК+2. Смещение применяемого времени относительно UTC составляет +5:00.

## История
Деревня основана в конце XVIII века. Принадлежала помещикам Лукиным.

## Население
| 2010 |
| ---- |
| 100  |

### Национальный состав
Согласно результатам переписи 2002 года, в национальной структуре населения русские составляли 58 % из 125 чел.